# Макаров, Алексей Васильевич
Алексе́й Васи́льевич Мака́ров (1674 или 1675, Вологда, Русское царство — 1740, Глебовское, Ярославская провинция, Российская империя) — тайный кабинет-секретарь Петра I, ведавший секретными бумагами императора. Ближайший советник императрицы Екатерины I. При Петре II — президент Камер-коллегии. При Анне Иоанновне был посажен под домашний арест и через 6 лет умер.

## Биография
Сын подьячего приказной избы (канцелярии) вологодского воеводства. По одним сведениям, Пётр I взял его к себе на службу в 1693 году; по другим данным, он начинал службу в ингерманландской канцелярии князя Меншикова, а с 1704 года — подьячий государева двора (личный секретарь Петра I).
Благодаря своей приближённости к Петру I, он имел весьма влиятельное положение, с которым приходилось считаться современникам, начиная с членов царского дома и кончая иностранными дипломатами. Всюду сопровождал царя, бывал с Петром Великим за границей. Макаров стал весьма состоятельным человеком, владельцем обширных земель с крепостными крестьянами. 
С 1710 года Макаров именуется «придворным секретарём», с 1713 года — кабинет-секретарём царя, с 30 мая 1722 года — тайным кабинет-секретём. Макаров ведал имуществом царя, финансированием Северной войны. После подписания Ништадтского мира Кабинет Его Императорского Величества занимался в основном вопросами мирного времени. Макаров читал послания царю и зачастую сам решал некоторые вопросы. 
Макаров руководил также возведением императорских дворцов в Петербурге и окрестностях и их обустройством. Первый русский зоопарк — зверинец Летнего сада — также был создан под веденьем кабинет-секретаря. Макаров заведовал и Кунсткамерой, щедро выплачивая деньги тем, кто доставлял в музей различные природные редкости и причуды. 
Кабинет-секретарь следил за здоровьем царской семьи, учреждением и развитием в России курортов. Первый из них был создан в Карелии близ Петрозаводска, затем целебный источник открыли и в столице.
Отправка волонтёров для обучения в Европу тоже находилась в ведении Алексея Макарова. Он занимался наймом на русскую службу иностранных специалистов, архитекторов, художников, инженеров, скульпторов, врачей, военных.
После окончания войны со Швецией Петр поручил Макарову написать её историю и потом лично редактировал написанный Макаровым и Черкасовым текст «Гистории Свейской войны». Таким образом, кабинет-секретаря Петра I можно считать одним из первых русских историков. 
Более всех способствовал возведению на престол Екатерины I, при которой приобрёл невиданное доселе влияние; 24 ноября 1725 года пожалован генерал-майором, 24 ноября 1726 года — тайным советником. В качестве доверенного лица нередко он заменял императрицу на заседаниях «верховников». С ним вынужден был считаться даже всемогущий Александр Меншиков. Макаров в это время имел, по сути, неограниченную власть, что вызывало раздражение Меншикова, также претендовавшего на роль второго человека в государстве.
По смерти Екатерины Кабинет сразу был упразднён и Макаров утратил своё ключевое положение при дворе. Хотя он и стал президентом Камер-коллегии с большим жалованием, но прежнего влияния более не имел и ему пришлось переехать в Москву на новое место службы. При Петре II вынужден был искать себе «милостивцев» и нашёл их в лице Долгоруких, благодаря которым и возглавил Камер-коллегию. В 1731 году принял регламент, согласно которому помещики обязаны были собрать недоимки со своих крепостных.
В 1732 году одним из родственников, поссорившимся с ним по поводу открывшегося наследства, был обвинён во взяточничестве и утайке секретных бумаг. Особая комиссия, производившая в 1732—1734 годах следствие по этому доносу, признала обвинение не доказанным. В связи с делом монахов Саровской пустыни 29 ноября 1734 года был помещён в Москве под домашний арест; противники Макарова использовали показания его духовника о якобы критике Макаровым политики императрицы Анны Иоановны. Умер, находясь под домашним арестом, в 1740 году. Похоронен в своём поместье — селе Глебовское (Переславский район).

## Брак и дети
Первым браком А. В. Макаров был женат на Феодосии Ивановне Топильской. В браке родились:
- Пётр
- Анна — супруга статского советника Андрея Ивановича Карташова
- Елизавета — супруга князя Михаила Никитича Волконского

Вторым браком — на княжне Анастасии Ивановне Одоевской
- дочь (ум. 1733)